# Skilanglauf

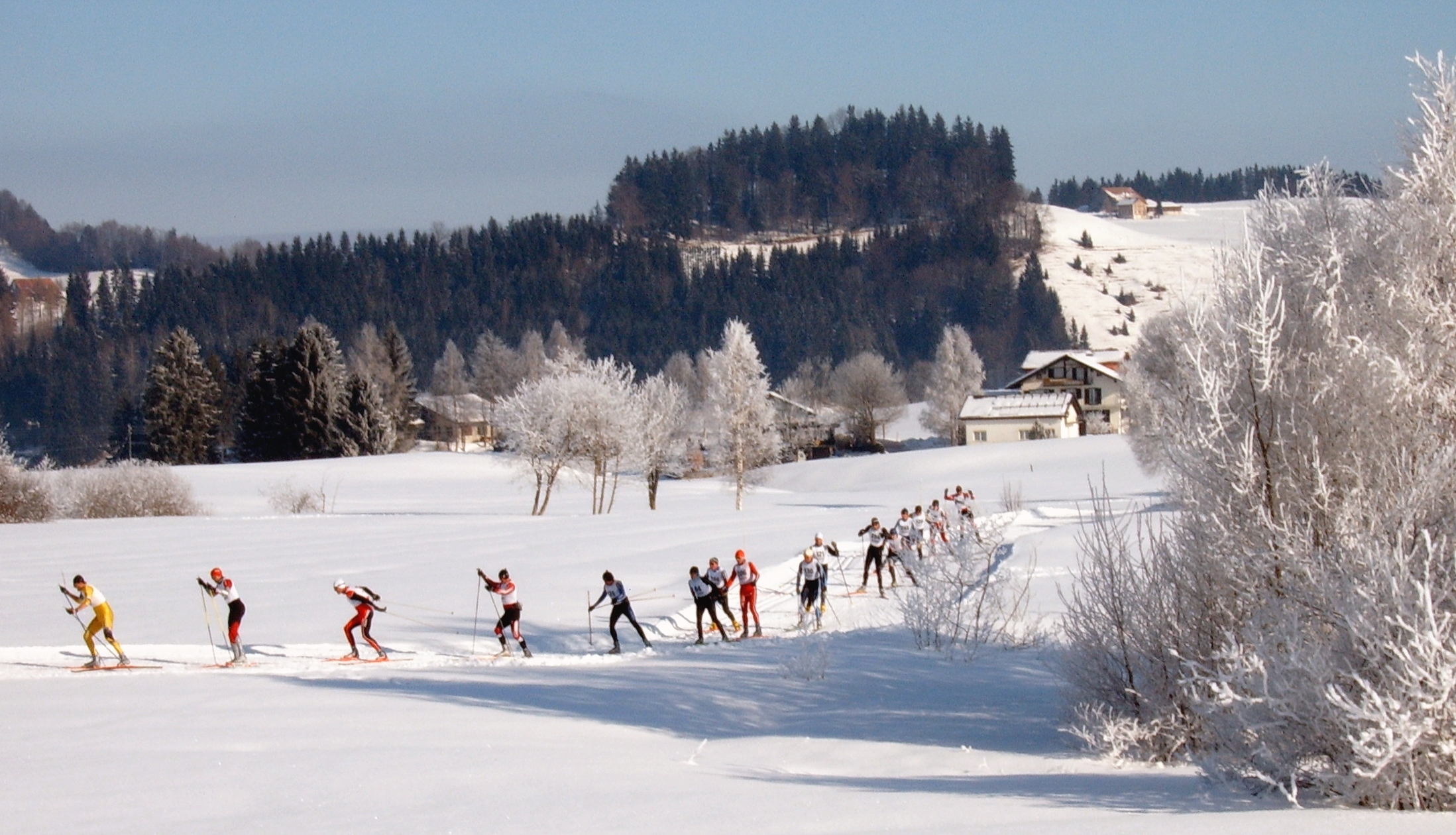
Skilangläufer (Skating) bei Einsiedeln

Skilanglauf (in der Schweiz Langlauf) ist eine Art des Skifahrens sowie eine nordische Wintersportart, bei der man auf Ski nicht nur hangabwärts gleitet, sondern sich durch Rückstoß auch horizontal oder bergauf auf dem Schnee bewegt. Meist werden speziell präparierte Loipen benutzt.
Skilanglauf gilt als gesundheitlich empfehlenswerte Sportart, da fast alle Muskelgruppen betätigt werden. Mit dem Skilanglauf verwandte Sportarten sind Biathlon, Nordische Kombination, Ski-Orientierungslauf, Rollski, Nordic Blading und Nordic Walking.
Als Leistungssport ist Langlauf bei Zuschauern sehr populär. Die wichtigsten Wettbewerbe im Skilanglauf werden vom Weltverband FIS organisiert. Im Breitensport gibt es ein Kontinuum verschiedener Ausübungsformen, das vom am Leistungssport orientierten Sprint oder Dauerlauf bis zu gemütlichem Wandern oder Spazierengehen durch verschneite Winterlandschaft reicht.

## Geschichte

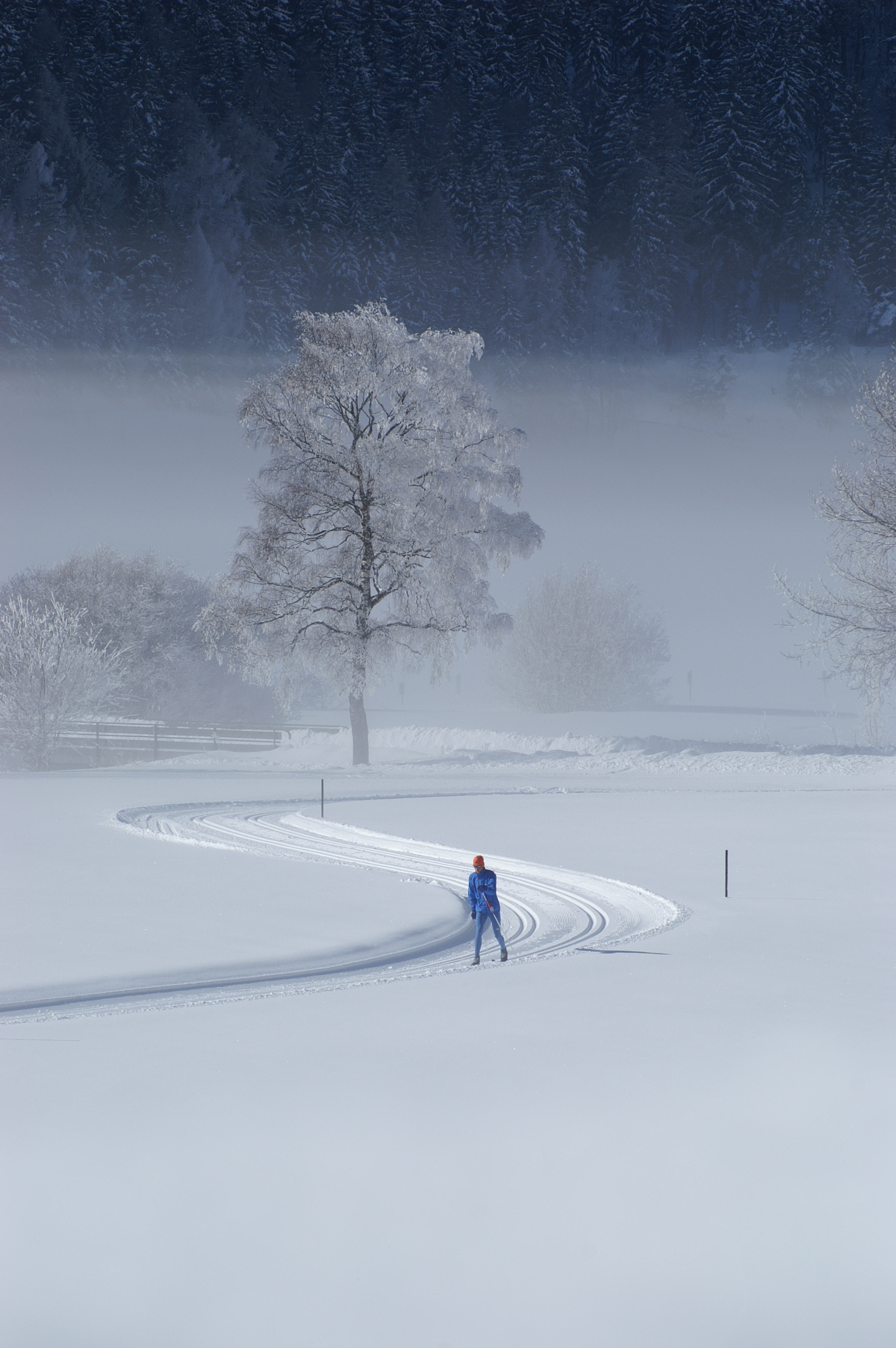
Skilanglauf zur Entspannung und Erholung

Das Laufen auf Geräten, die das Einsinken auf dem Schnee, zum Beispiel bei der Jagd, verhinderten, hatten bereits die Menschen der Urgesellschaft erfunden. Bei den alten Griechen, Römern und Chinesen finden sich ebenfalls Hinweise auf den Gebrauch von Skiern. – Der Name Ski ist wahrscheinlich mit SCHEIT verwandt. Die Norweger hatten sogar Götter, die für die Laufhilfen zuständig waren – Ull und Skadi (auch bekannt unter Ondurdis = Göttin des Skifahrens). In Schweden fand man bei Ausgrabungen einen Urski – 1,10 m lang, 20 cm breit – der aus der Zeit 2500 v. Chr. stammt. Auch im hohen Norden Europas, bei den Sámi, wurden bei archäologischen Untersuchungen etwa 4000 Jahre alte Gleitbretter aus Kiefernholz gefunden. Außer den bekannten brettartigen parallelen Skiern haben sich auch runde und ovale Schneereifen entwickelt, die bei nordischen Völkern noch in Gebrauch und inzwischen auch als neue Wintersportgeräte im Einsatz sind.
In Norwegen sind 1843 erste Langlaufwettkämpfe als Dauerlauf nachgewiesen. Der erste bedeutende Wettkampf fand 1892 am Holmenkollen in Oslo statt. In Mitteleuropa wurde der Skisport erst nach 1870 bekannt, als norwegische Studenten ihre Skier mit nach Deutschland brachten.
Zu den Pionieren des deutschen Skisports gehören der Diplomat Raymond Pilet (1889), Fritz Breuer aus dem Schwarzwald (1891), der mit Schneeschuhen seines Freundes (Schiffsarzt Tholus) lief, die dieser nach einem Musterpaar aus Lappland gebaut hatte sowie die Försterfamilie Ullrichs aus dem Harz. 1891 wurde in Todtnau der erste Skiverein in Deutschland gegründet; im Jahr 1900 fand der Tag der Meisterschaft für Deutschland statt mit einem 23-km-Dauerlauf (den allerdings ein Norweger gewann) sowie mit einem Sprunglauf. Auf Betreiben des schnell wachsenden Skiclubs Schwarzwald wurde um 1900 eine erste Sprungschanze gebaut und 1905 in München der Deutsche Skiverband gegründet.
Im Jahr 1893 nahm erstmals eine Frau an einer internationalen Veranstaltung, einem norwegischen Kürlanglauf teil (Mizzi Angerer aus Österreich, im langen Tweedrock). Sie gewann den Lauf und erhielt dafür die Nansen-Medaille.
Seit den Olympischen Winterspielen 1924 gehört Skilanglauf zum festen Bestandteil des olympischen Programms. Seit 1952 gibt es dort auch Wettbewerbe für Frauen. Der internationale Skiverband (FIS) wurde am 2. Februar 1924 in Chamonix anlässlich der internationalen Wintersportwoche (Vorläufer der Olympischen Winterspiele) gegründet und hat seinen Sitz im Schweizerischen Oberhofen; er koordiniert alle Aktivitäten des Skilaufens. – 1926 gab es im finnischen Lahti die ersten offiziellen Weltmeisterschaften, die damals Rendez-vous-Rennen genannt wurden.

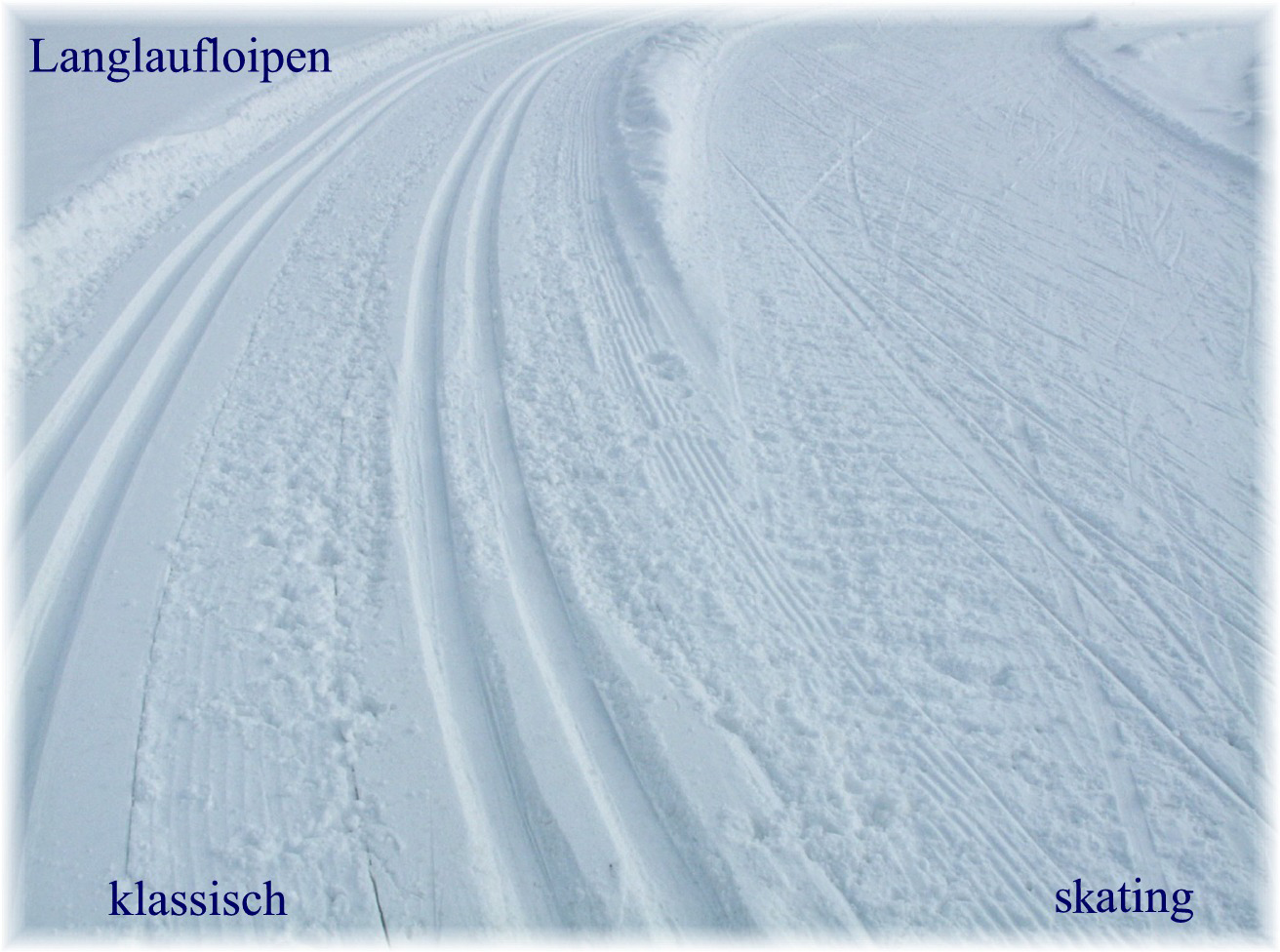
Langlaufloipe klassisch und mit Skatingstreifen

Lange Zeit war die parallele Skiführung (Diagonalschritt mit Doppelstockeinsatz) im Langlauf die einzige Fortbewegungstechnik, die im Wettbewerb anerkannt wurde. Allerdings wurde bereits 1924 bei den ersten Olympischen Winterspielen der Schlittschuhschritt von einzelnen Athleten im Endspurt verwendet. Diese Technik wurde ausführlich in der Skiliteratur der 1930er Jahre beschrieben, konnte aber ohne maschinelle Loipenpräparierung nur selten auf harter bis vereister Schneedecke eingesetzt werden. Ab dem Anfang der 1970er Jahre entwickelte sich diese Fortbewegungstechnik im Wettbewerb als Skating auf kurzen Teilabschnitten, ermöglicht durch das Aufkommen der maschinellen Loipenaufbereitung und die raschen Fortschritte im Material hinsichtlich der Gleiteigenschaften. Nach einer Polemik über die Zulässigkeit der schnelleren Skatingtechnik im Wettkampf schrieb der Internationale Skiverband zuerst vor, dass mindestens ein Ski in der Spur bleiben musste. Dies führte zum Einsatz des Halbschlittschuhschrittes, den der Finne Pauli Siitonen ab Mitte der 1970er Jahre systematisch und erfolgreich anwendete. Daher wird oft Siitonen fälschlicherweise die Erfindung des Skatings zugeschrieben.
Bei den Nordischen Skiweltmeisterschaften 1985 in Seefeld in Tirol wurden der Halbschlittschuhschritt und der Schlittschuhschritt auf weiten Streckenabschnitten, abwechselnd mit der klassischen Lauftechnik in einem etwas skurrilen Durcheinander, eingesetzt. Erst 1986 entschied dann der Weltverband, das Skating zuzulassen und Wettbewerbe entweder im klassischen Stil, mit paralleler Skiführung in einer gespurten Loipe, oder im freien Stil (in der schnelleren Skatingtechnik) auszutragen. In der Nordischen Kombination wird seit der Saison 1986/87 nur noch in der Skating-Technik gelaufen, im Biathlon veranstaltet der Weltverband IBU schon seit 1985 nur noch Wettbewerbe im freien Stil.
Während Länder wie Italien, Frankreich, Österreich oder die Schweiz das Skating als Innovation schnell annahmen und die Loipen dafür anpassten, war noch Mitte der 1990er Jahre an vielen deutschen Loipen ein Schild „Schlittschuhschritt verboten“ zu finden. In Skandinavien wird das Skating im Breitensport noch heute (ca. 2010) kaum verwendet.
Skilanglauf ist traditionell vor allem in Nordeuropa und den Alpenländern populär, aber auch in Polen, Russland, Belarus, Ukraine, Tschechien, der Slowakei und dem Baltikum sowie außerhalb von Europa in Kasachstan, China, Japan und Korea. Lange Tradition hat der Skilanglauf auch in Kanada und den USA, ohne dabei allerdings richtig populär geworden zu sein.

## Ausrüstung
Zur Standardausrüstung beim Skilanglauf gehören ein Paar Langlaufski, ein Paar Langlaufstöcke und ein Paar Langlaufschuhe.

### Ski
Je nach Langlauftechnik werden spezialisierte Langlaufski verwendet. Die Ski haben grundsätzlich vorne eine nach oben gebogene Spitze und sind in der Mitte nach oben gekrümmt (Skispannung). Man unterscheidet zwischen:
- Bei klassischen Langlaufski ist der mittlere Bereich die so genannte Steigzone. Dieser Teil haftet bei Kontakt am Schnee, sodass ein Abdruck nach hinten möglich ist. Man unterscheidet zwischen „Wax“- und „Nowax“-Ski (zum Wachsen siehe unten).

- Skatingski sind kürzer und leichter gekrümmt als die klassischen Langlaufski. Sie besitzen keine Steigzone.

- Kombiski wenden sich an Amateure, die zwischen Skating und klassischem Stil wechseln möchten; ein guter Kompromiss zwischen beiden Anforderungen ist nur mit gewachsten Ski möglich.

- Nordic Cruising wurde Anfang des 21. Jahrhunderts kreiert, um an den Erfolg des Nordic Walking anzuknüpfen. Mit breiteren und kürzeren Ski soll Anfängern der Einstieg erleichtert werden. Durch die Bauart der Ski soll eine höhere Wendigkeit und Stabilität gewährleistet werden. Der Vorteil dieser Art von Ski besteht darin, dass die Ski sowohl in der Loipe als auch außerhalb der Loipe verwendet werden können.[6]

- Backcountry ist die neudeutsche Bezeichnung für Ski, die auch oder ausschließlich zum Querfeldeinwandern abseits der Loipe eingesetzt werden.

### Bindung und Schuhe

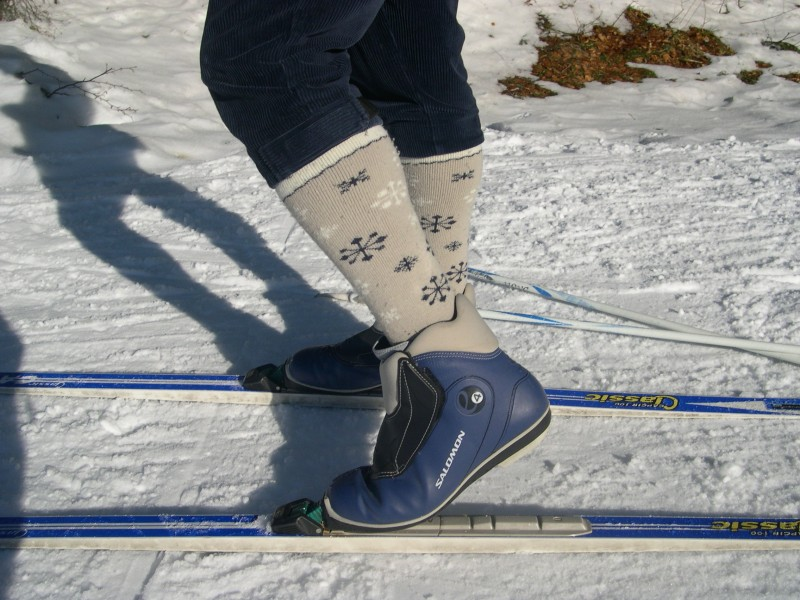
Skibindung und -schuhe, Stand 1990

Für die Skibindungen gibt es mehrere konkurrierende Lösungen. Durch die Wahl der Bindung ist man beim Kauf der Schuhe eingeschränkt; bei Neukauf einer kompletten Ausrüstung beginnt man daher am besten mit dem Anprobieren von Schuhen.
Für klassische Ski im Amateurbereich sind die Systeme „SNS“ (Salomon Nordic System) von Salomon und „NNN“ (New Nordic Norm) von Rottefella vorherrschend, siehe Langlaufski#Bindung.
Skating-Schuhe haben eine starre Sohle und einen seitlich stabilisierten Schaft. Sie umschließen den Knöchel etwas höher, damit er bei der seitlichen Bewegung besser gestützt ist.

### Stöcke
Die Stöcke sind deutlich länger und dünner als für Abfahrtsski, da man sich schräg nach hinten abstößt.

### Wachsen
Bei Wax-Ski muss die Steigzone vor der Benutzung mit Haftwachs versehen werden. Das zu verwendende Wachs hängt von den aktuellen Schneeeigenschaften (Schneetyp, Temperatur, Feuchtigkeit) ab. Nowax-Ski verfügen im Bereich der Steigzone über mechanisch (Schuppen, Kronen, Fell) oder chemisch (Chemoski) realisierte Steighilfen.
Da durch individuelles Wachsen bessere Gleiteigenschaften erreicht werden, werden im Leistungssport Wachs-Ski eingesetzt, außer bei schwierigen Schneeverhältnissen, insbesondere bei nassem Neuschnee bei Temperaturen um 0 °C.
In Deutschland dominieren im Freizeitbereich die langsameren, aber pflegeleichten Nowax-Versionen; in Frankreich sind Wachs-Ski wesentlich weiter verbreitet.
Grundsätzlich sollte die Gleitzone aller Ski mit Gleitwachs behandelt werden, um den Belag vor Korrosion zu schützen und optimale Gleiteigenschaften zu erzielen.

## Skilanglauftechniken

### Klassischer Stil

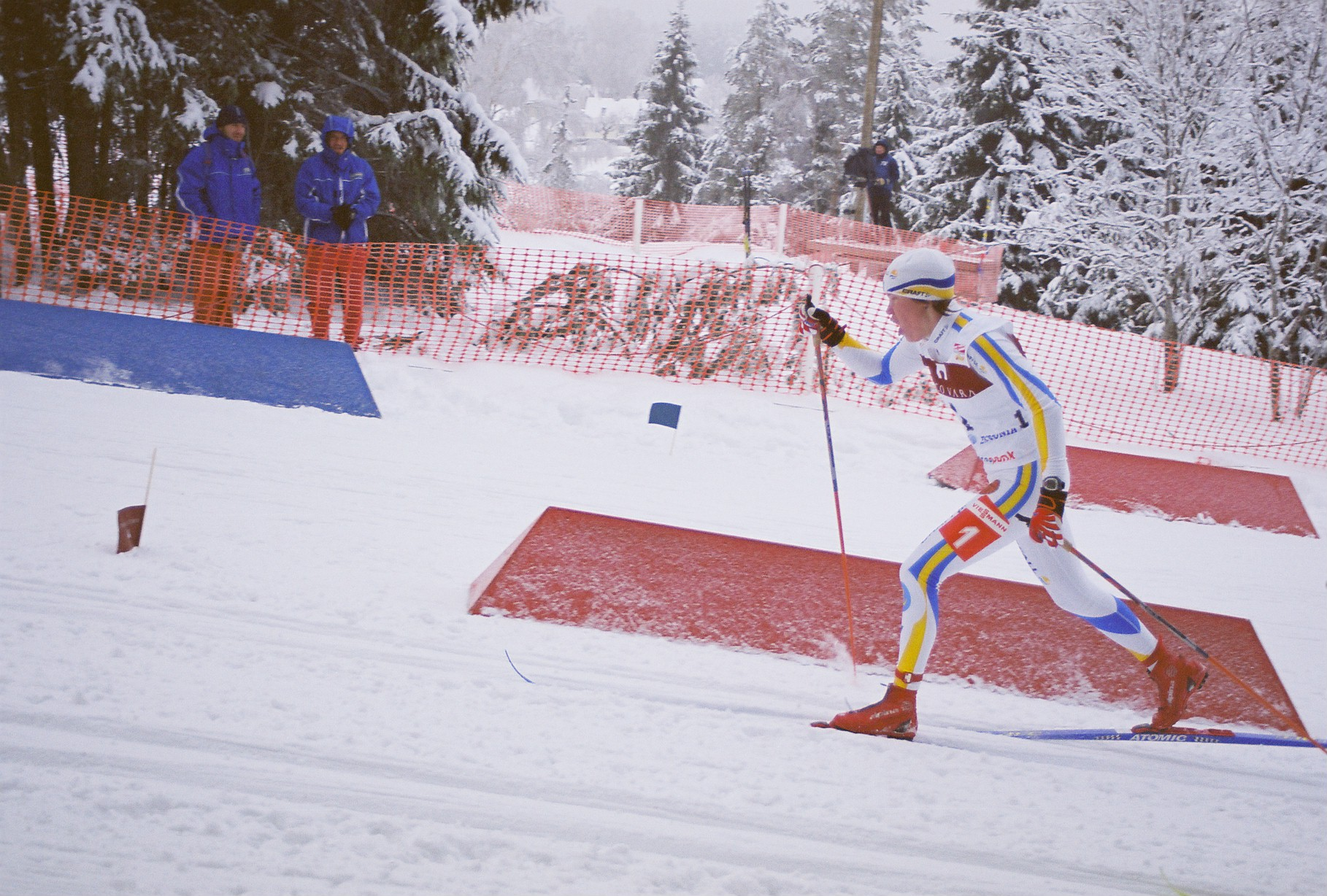
Diagonalschritt

Die wesentlichen Fortbewegungsarten im klassischen Stil sind:
- Doppelstockschub
- Doppelstock mit Zwischenschritt
- Diagonalschritt
- Halbgrätenschritt
- Grätenschritt

### Skating (Freier Stil)

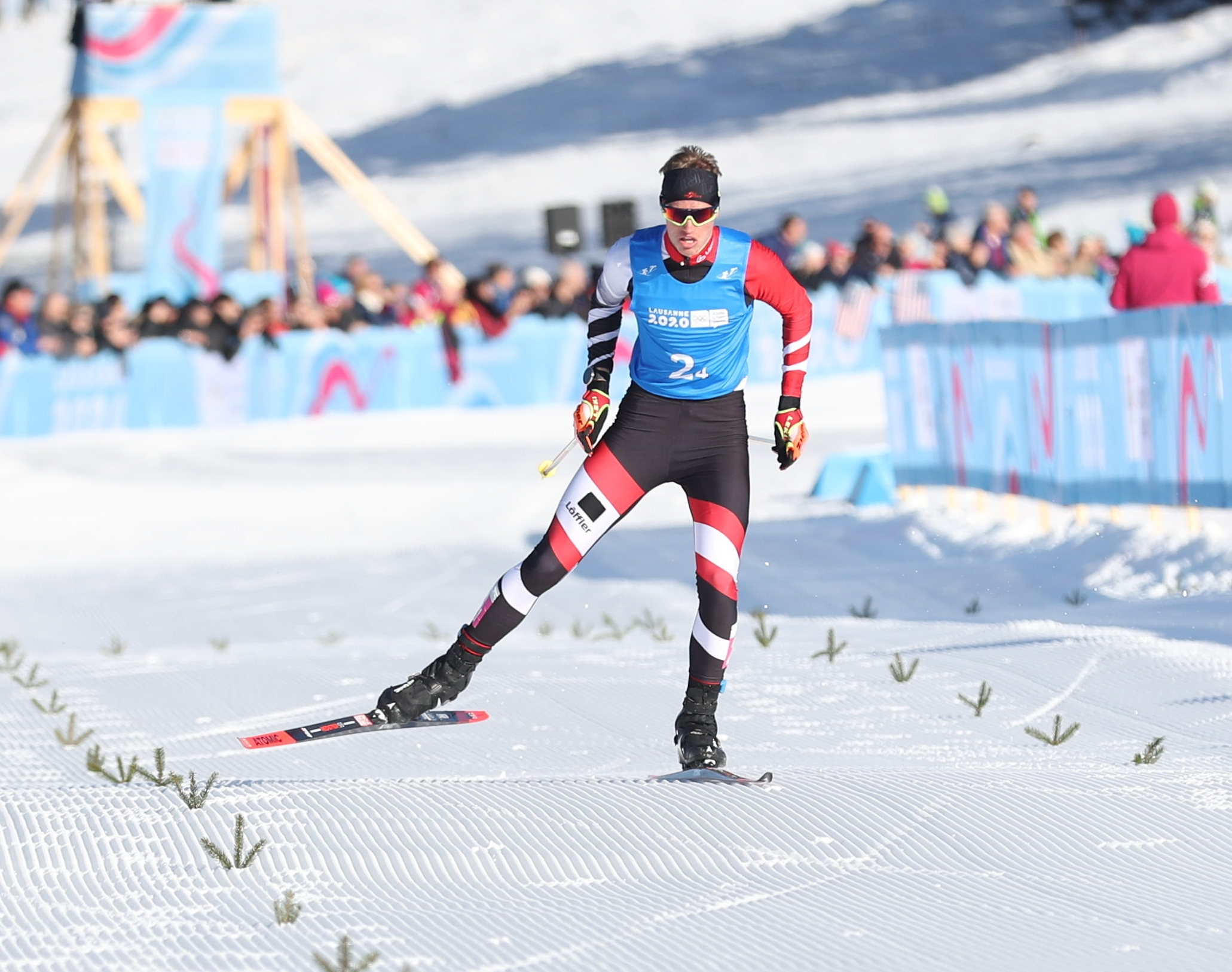
1:1-Skatingtechnik

Die wichtigsten Grundelemente der Skating-Technik sind der Schlittschuhschritt und der Doppelstockschub. Es werden folgende Bewegungsformen unterschieden:
- Schlittschuhschritt ohne Stockeinsatz
- Armschwungtechnik (symmetrischer 2:1) – zwei Beinabdrücke bei einem Stockeinsatz
- Eintakter (1:1-Technik) – bei jedem Beinabdruck ein Stockeinsatz
- Führarmtechnik (asymmetrischer 2:1, am Berg) – zwei Beinabdrücke bei einem Stockeinsatz
- Diagonalskating – Schlittschuhschritt mit diagonalem Stockeinsatz

Mehr aus historischen Gründen gibt es noch den Siitonen-Schritt, auch Finnstep oder Halbschlittschuhschritt genannt.

### Abfahrt, Bremsen und Richtungsänderung

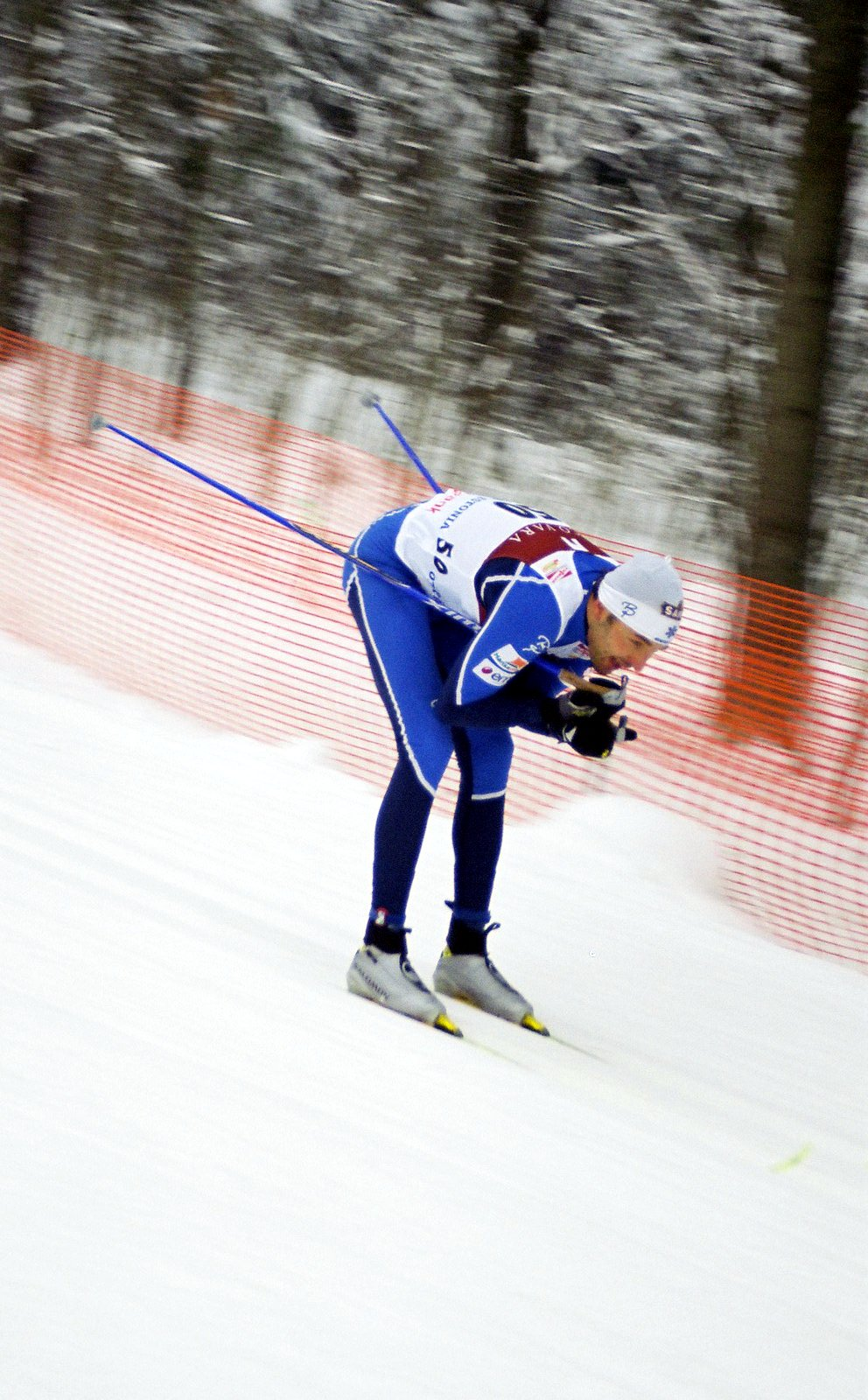
Skiläufer in Abfahrtshaltung

Zusätzlich zu den bereits erwähnten Fortbewegungstechniken gibt es die folgenden Techniken, die im Wesentlichen bei der Abfahrt eingesetzt werden:
- Pflug – Ski in A-Form
- Pflugbogen
- Bogentreten
- Bogenlaufen
- Schwungformen
- Stoppschwung
- Stockhebelbremse – Durch Ballendruck werden die Stöcke in den Schnee gekrallt oder die Stöcke zwischen den Beinen gehalten und dann zum Körper gezogen.
- Telemark – kniender Fahrstil
- Wedeln (wie beim Abfahrtslauf durch Gewichtsverlagerung)

## Wettbewerbe

### Weltcup
Jährlich in der Wintersaison von Oktober bis März wird für Männer und Frauen der Skilanglauf-Weltcup ausgetragen. Das FIS-Punktesystem bestimmt die Weltcup-Gesamtwertung.
Alle zwei Jahre finden die Nordischen Skiweltmeisterschaften statt, bei denen Skilanglauf, Nordische Kombination und Skispringen ausgetragen werden.
Der Masters World Cup ist eine inoffizielle Weltmeisterschaft der Mastersskilangläufer, die durch die World Masters Cross-Country Ski Association (WMA) durchgeführt wird.

### Olympische Spiele
Bei Olympischen Spielen und Weltmeisterschaften stehen seit 2014 im Skilanglauf je 6 Wettbewerbe für Männer und Frauen an. Die Kurzstrecken, hierzu zählen Sprint (zwischen 1 km und 1,5 km Länge) und Teamsprint (2 Läufer pro Nation laufen abwechselnd, jeder muss 3 Runden absolvieren) und Ausdauerstrecken. Diese sind die 15 km im Intervallstart (d. h. die Läufer starten im Abstand von 30 Sekunden), die Doppelverfolgung über 15 km klassisch und 15 km Skating, die Staffel über 4 × 10 km und der 50-km-Massenstart bei den Herren. Die Damen laufen 10 km Intervallstart, insgesamt 15 km Doppelverfolgung, 4 × 5 km Staffel und zum Schluss die 30 km im Massenstart. Dieser sogenannte „lange Kanten“ wurde bis vor einigen Jahren im Einzelstart ausgetragen, man hat ihn aber durch den übersichtlicheren und zuschauerfreundlicheren Massenstart ersetzt (d. h. alle starten zur gleichen Zeit). Die Stilart über 15 und 50 km (bzw. 10 und 30 km) wechselt von Großereignis zu Großereignis, z. B. wurden die 50 km bei den Weltmeisterschaften 2005 in Oberstdorf klassisch ausgetragen (Sieger: Frode Estil/ NOR), bei Olympia 2006 in Turin im freien Stil (Sieger: Giorgio Di Centa/ ITA) und 2007 bei den Weltmeisterschaften in Sapporo wieder klassisch gelaufen (Sieger: Odd-Bjørn Hjelmeset/ NOR).

#### Olympische Geschichte
Mit Langläufen über 18 km und 50 km war diese Disziplin schon bei den ersten offiziellen Winterspielen in Chamonix 1924 olympisch. Aus dem 18-km-Lauf der Männer wurde erst der 15-km-Lauf (1956) und 1992 der 10-km-Lauf in besonderer Form. 30 km werden ebenfalls seit Cortina d’Ampezzo gelaufen und die 4 × 10-km-Staffel seit Garmisch-Partenkirchen 1936.
Die Frauen sind seit Oslo 1952 (nur 10 km) dabei, laufen 5 km seit Innsbruck 1964, 20 bzw. 30 km seit 1984/1992 und die 4 × 5-km-Staffel seit 1956.
In Albertville 1992 wurden für beide Geschlechter kombinierte Rennen ausgetragen, die man ab Lillehammer 1994 nochmals variierte. Dem 10-km-Lauf/Frauen 5 km, die eigens mit Medaillen gewertet werden, folgte ein 10-km-Lauf (auch Frauen) mit so genanntem „Jagdstart“.
In Salt Lake City 2002 gab es mehrere Änderungen: Im Freistil zusätzlich einen Sprint (für Männer und Frauen); bei den 30 Kilometer klassisch der Männer und den 15 Kilometer klassisch der Frauen wurde der Intervallstart eingeführt; das Jagdrennen der Männer wurde auf 10 Kilometer, dasjenige der Frauen auf 5 Kilometer verkürzt; schließlich wurden als neue Wettkampfdisziplinen 15 Kilometer klassisch für Männer und 10 Kilometer klassisch für Frauen eingeführt.

#### Jagdrennen, Doppelverfolgung, Duathlon, Skiathlon
Eine Besonderheit bildet die so genannte Doppelverfolgung, bei dem zuerst eine Distanz (Männer 15 km, Frauen 7,5 km) klassisch gelaufen wird, danach in einer so genannten Wechselzone die Ski gewechselt werden und die folgende Distanz (wiederum Männer 15 km, Frauen 7,5 km) im Skating-Stil absolviert wird. Sieger ist derjenige, der am Ende der 30 km bzw. 15 km als erster das Zielband passiert.
Ehemals wurde der Sieger durch zwei Rennen an aufeinanderfolgenden Tagen ermittelt. Am zweiten Tag starteten die Läufer in der Reihenfolge und mit dem zeitlichen Abstand des ersten Laufes; der Gewinner des ersten Tages startete als erster und wurde von den Verfolgern „gejagt“. Sieger des Jagdrennens wurde derjenige, der am zweiten Tag als erster das Ziel überquerte. Der Modus war der Gundersen-Methode in der nordischen Kombination nachempfunden.
Seit 2003 hat sich an Stelle des Jagdrennens der Skiathlon etabliert, bei dem die beiden Läufe direkt aufeinander folgen (Doppelverfolgung). Die Läufer gehen im Massenstart im klassischen Stil auf die Strecke; nach der Hälfte des Rennens werden Ausrüstung und Lauftechnik gewechselt; der zweite Teil wird im freien Stil zurückgelegt. Aktueller Weltmeister in dieser Disziplin sind Therese Johaug (Norwegen) und Sjur Røthe (Norwegen) (WM 2019 in Seefeld).

### Volksläufe

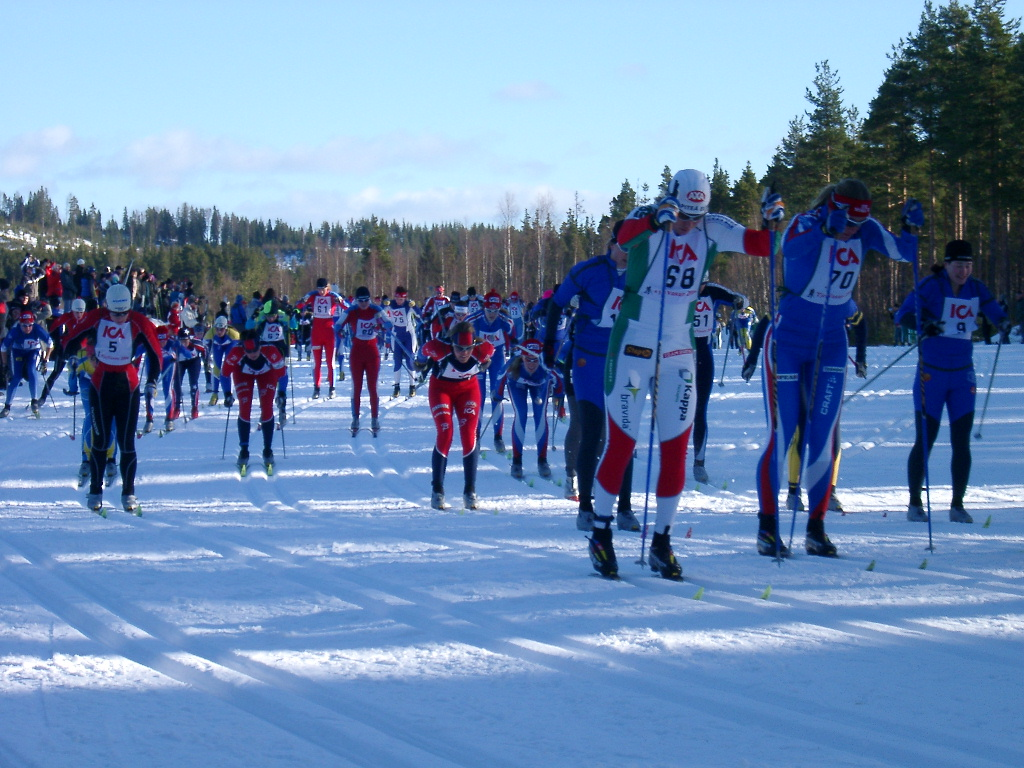
Massenstart beim Wasalauf

Im Breitensport haben sich einige Volksläufe fest etabliert, so z. B. der Wasalauf in Schweden, der Engadin Skimarathon in der Schweiz, der Transjurassienne im französischen Jura und der König-Ludwig-Lauf bei Oberammergau. Die wichtigsten Läufe zählen zur Worldloppet-Serie.
In schneereichen Regionen werden auch „Regionalcups“ ausgetragen. Diese Volkslauf-Rennserien verlaufen über die ganze Wintersaison, wobei jeder auch ohne Vereinszugehörigkeit teilnehmen darf.

## Training im Skilanglauf
Skilanglauf gehört durch den Einsatz von Beinen und Armen zu den Sportarten mit dem höchsten Sauerstoffumsatz (VO2max). Da nach 30 Tagen ohne entsprechendes Training die maximale aerobe Ausdauer ebenso wie die Maximalkraft signifikant nachlassen, ist ein ganzjähriges Ausdauer- und Krafttraining erforderlich, das den Erhalt der wesentlichen Eigenschaften sicherstellt. Die optimale Technik geht ebenfalls verloren, wenn diese nicht auf dem Niveau von entsprechender Kraft- und Ausdauerentfaltung trainiert wird. Hierdurch haben sich in den letzten Jahren Methoden des Blocktrainings (Blockperiodisierung) durchgesetzt, das heißt, es wird ganzjährig sichergestellt, dass zumindest eine Grundkondition vorhanden ist.

## Infrastruktur

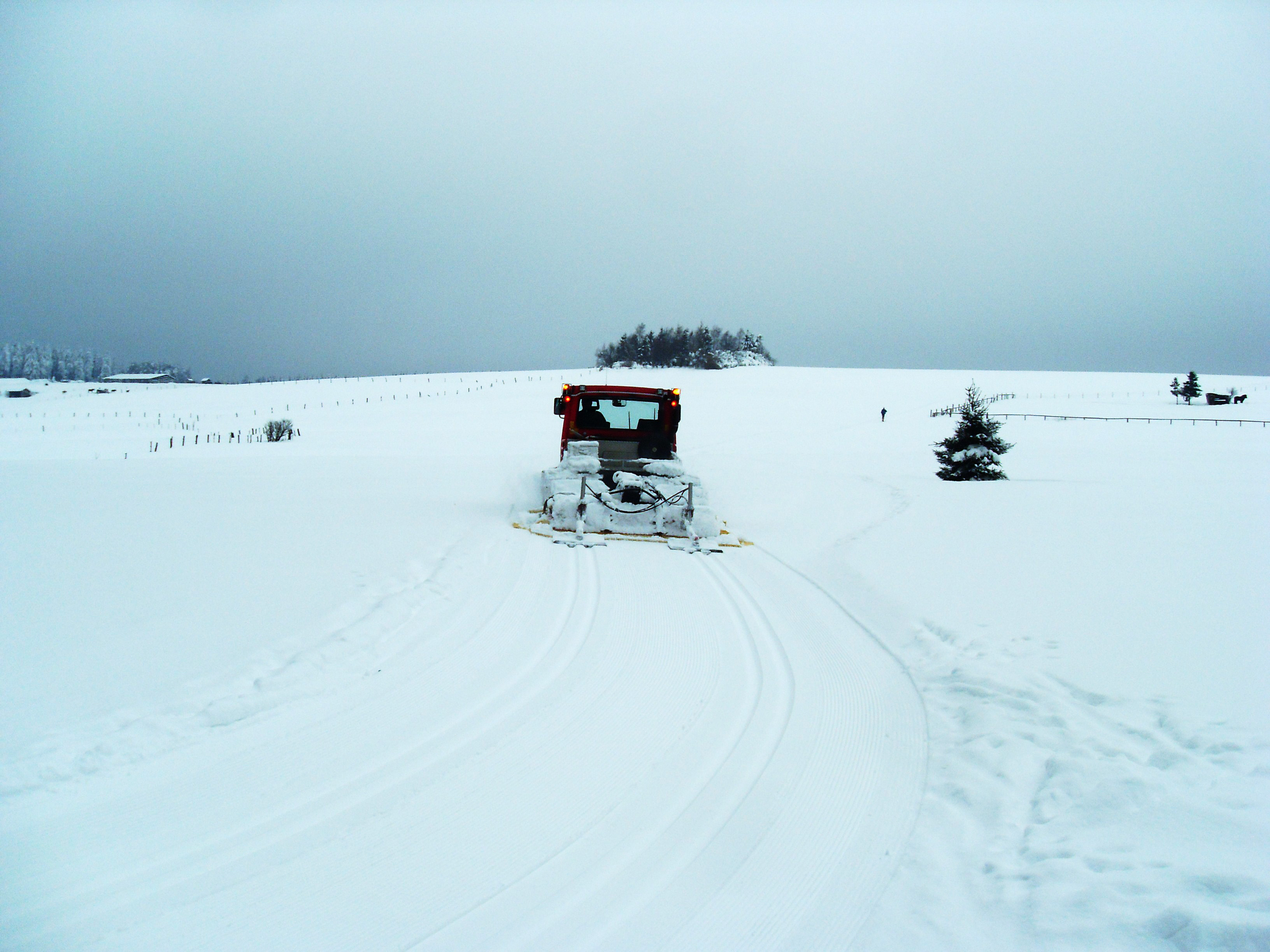
Loipenspurgerät an einem Pistenfahrzeug

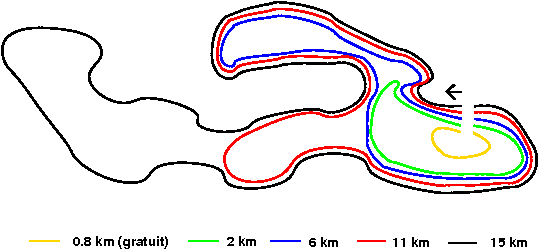
Typischer Loipenplan eines kleinen Skiorts mit Einbahnregelung

Bis weit ins 20. Jahrhundert wurden Loipen ausschließlich von Langläufern angelegt, die, als erste durch unberührten Neuschnee gehend, eine Spur hinter sich ließen. Noch heute gibt es regional bekannte Loipen, die regelmäßig in dieser Weise von Freiwilligen angelegt werden.
In Wintersportorten hingegen werden Loipen in aller Regel von einem Pistenfahrzeug maschinell präpariert. Für den klassischen Stil werden Spurrillen in den Schnee gedrückt; für die Skating-Technik wird ein mehrere Meter breiter Schneestreifen plattgewalzt.
Wintersportorte legen in der Regel mehrere Loipen unterschiedlicher Länge und Schwierigkeit an. In vielen Gebieten besteht eine Einbahnregelung. Loipen zu Fuß zu betreten ist in der Regel untersagt. In etlichen Staaten, teilweise auch in Deutschland, können für die Benutzung von Loipen Gebühren erhoben werden.
In manchen Gebieten werden die Loipen benachbarter Skiorte zu überörtlichen Skifernwanderwegen verbunden, so zum Beispiel die Grande Traversée du Jura oder der Fernskiwanderweg Schonach–Belchen.
Im Rahmen von SchweizMobil wurden die Langlaufloipen in der Schweiz einheitlich markiert.

## Querfeldein („backcountry“)

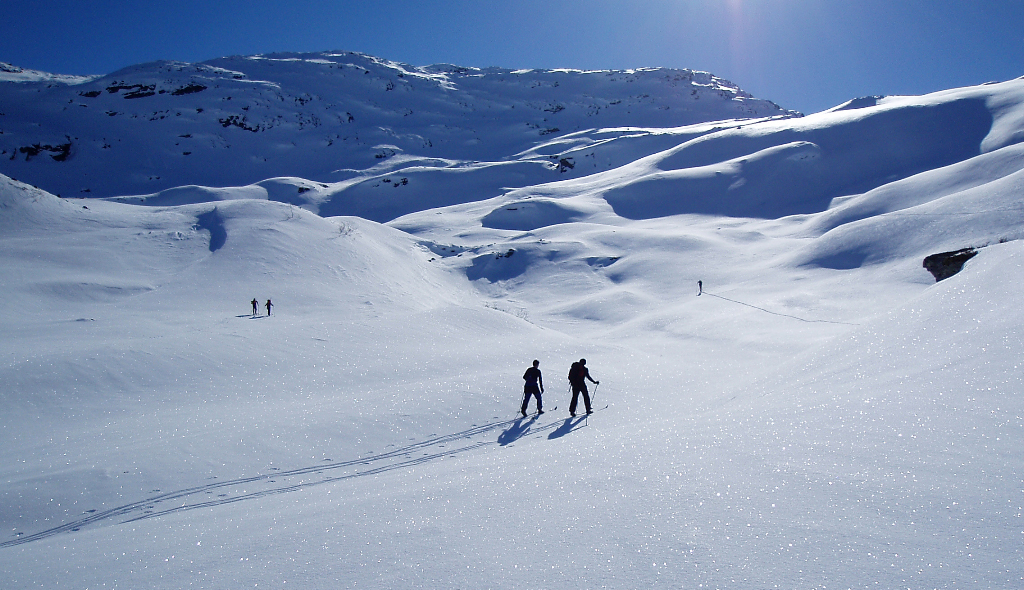
Skiwanderer in Norwegen

In dem Maße, in dem Wintersportorte zuverlässig Loipen anlegten, entwickelte sich auch das Material hin zu den heute üblichen langen und schmalen klassischen Langlauf-Ski, mit denen man in der Loipe optimal gleiten kann. In vielen Ländern geriet die ursprünglichste Form des Langlaufens, das Querfeldeinlaufen durch ungespurtes Gelände, dadurch nahezu vollständig in Vergessenheit. Mit Loipen-Ski kann man sich kaum mehr durch Tiefschnee bewegen, weil man zu stark einsinkt und weil man in abschüssigem Gelände kaum steuern kann. Gut kommt man nur auf Feld- und Waldwegen in den Spuren motorisierter Fahrzeuge voran.
Verbreitet ist das Querfeldein-Skiwandern in Skandinavien und Tschechien. Auch in Frankreich (Randonnée nordique) ist es bekannter als in Deutschland. Im Vergleich zum Loipen-Langlauf benötigt man kürzere, breitere Ski, am besten mit Stahlkanten. Solche Ski werden unter anderem von Hagan, Madshus, Åsnes, Fischer und Salomon sowie von tschechischen Herstellern produziert; in Deutschland werden sie, wenn überhaupt, dann unter dem Namen „backcountry“ vertrieben.
Als Bindungen für Querfeldein-Langlaufski konkurrieren drei Systeme miteinander, deren Schuhe untereinander nicht austauschbar sind:
- Nordic-Norm-Bindungen, kurz NN, sind die klassischen Bindungen, die in Skandinavien auch heute noch vom Großteil der dortigen Skifahrer genutzt werden; es existieren Modelle mit und ohne Kabelzug um die Ferse
- SNS-BC-Bindungen, sind eine breitere Variante der SNS-Bindung mit härterem Flexor
- NNN-BC-Bindungen, sind eine Variante der NNN-Bindung mit massiverem Metallstift und etwas härterem Flexor

Alternativ gibt es eine Riemenbindung (Hagan), bei der ein beliebiger Winterstiefel mit flexibler Sohle auf eine bewegliche Trägerplatte geschnallt wird.

## Gesundheitliche Risiken
Skilanglauf gilt als Sportart mit geringem Verletzungs- und Unfallpotenzial. Die körperlichen Anstrengungen bei niedrigen Temperaturen können jedoch Asthma hervorrufen.
Da bei Langlaufwettbewerben ein niedriges Körpergewicht von Vorteil ist, gelten Professionelle in dieser Sportart als gefährdet für Essstörungen. Nach einem Bericht der Zeitung Verdens Gang aus dem Jahr 2005 lag die Quote von Betroffenen, inklusive der Juniorenklasse, bei 30 Prozent. Im Jahr 2009 sprach Øystein Pettersen öffentlich über die Verbreitung von Essstörungen in seinem Sport. Er erhielt dafür Zuspruch von Hilde Gjermundshaug Pedersen.
In Norwegen wurde 2011 ein Kontrollsystem eingeführt, bei dem Betroffene betreut und im äußersten Fall gesperrt werden. Der Schwedische Skiverband betreibt ein vergleichbares Programm. Im 2012 erhielt Kristin Størmer Steira aufgrund ihres zu niedrigen BMI keine Starterlaubnis, ebenso wurde Ende 2019 bei Ingvild Flugstad Østberg und Frida Karlsson wegen des Verdachts auf Essstörungen verfahren. Mehrere norwegischen Juniorinnen unterlagen aus diesem Grund ebenfalls Schutzsperren. Eine 2016 veröffentlichte Studie hatte eine hohe Anzahl von Essstörungen unter diesen bestätigt. Jahre zuvor hatte schon Vibeke Skofterud an Magersucht gelitten, außerdem wurden Essstörungen bei Emilie Fleten bekannt. Der deutsche Bundestrainer Peter Schlickenrieder fordert im Jahr 2021 eine auf dem BMI beruhende allgemeine Schutzregelung. Die Zeitung Dagbladet berichtete im selben Jahr über die bei Blutproben von Nachwuchsathletinnen und -athleten festgestellten Anzeichen von Essstörungen. Hannah Halvorsen berichtete nach ihrem Rücktritt von unregelmäßigen Mahlzeiten, die bereits im Juniorenbereich auftreten, und führte auch eine Studie unter Trainern zur Erkennung des Problems durch. Auch Victoria Carl sprach 2023 von dem hohen Risiko, im Langlauf an Magersucht zu erkranken. Jessie Diggins hatte sich im Alter von 18 Jahren wegen einer Bulimie behandeln lassen, die im Jahr 2023 erneut auftrat. Sowohl Therese Johaug als auch die Französin Maëlle Veyre berichteten nach ihren Rücktritten im Jahr 2025, an Essstörungen gelitten zu haben. Marit Bjørgen und Astrid Uhrenholdt Jacobsen engagierten sich ebenfalls öffentlich gegen Essstörungen sowie den Körperkult im Langlauf.
Ein Kritikerin aus dem Bereich der Wissenschaft ist die bekannte Sportmedizinerin und Expertin für Essstörungen Jorunn Sundgot-Borgen.